# Garra rufa
Garra rufa — вид риб родини коропових (Cyprinidae). У природі трапляється у водоймах Сирії, Туреччини, Іраку та Ірану. Вперше вид був описаний ще у 1843 році австрійським біологом Йоганном Якобом Геккелем.
Гарра руфа мешкає в теплих водах. Інколи температура середовища її існування перевищує 30°C. Зазвичай доросла особина не досягає більше, аніж 15 см завдовжки. Пересуваються зграями (мінімум по 4-5 рибин).

## Лікування псоріазу

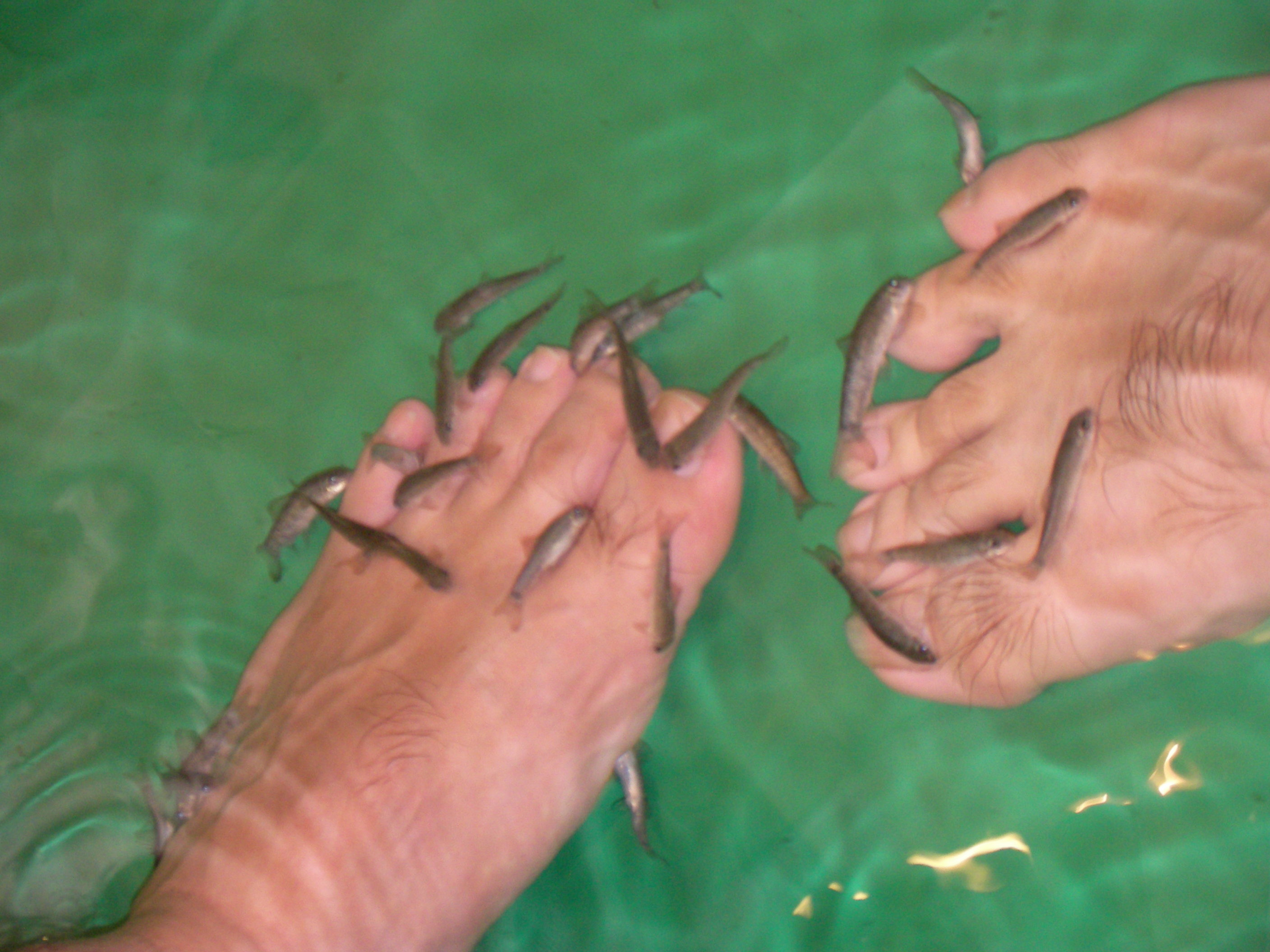
Риби видаляють з ніг зроговілу шкіру

Гарра руфа використовується в медицині, для лікування псоріазу. Риби очищають уражену шкіру хворої людини, а також здійснюють мікромасаж усього тіла (частини, що знаходиться у воді). Такий масаж створює і психологічний ефект.